# Dubnica nad Váhom
Dubnica nad Váhom (Hongaars:Máriatölgyes) is een Slowaakse gemeente in de regio Trenčín, en maakt deel uit van het district Ilava.
Dubnica nad Váhom telt 25.886 inwoners.